# ドラ馬チック脳内
『ドラ馬チック脳内』（ドラマチックのうない）は、日本のアニメ。日本中央競馬会によるオリジナルアニメで、2022年5月に放送。アニメーション制作および製作はDLEが行った。

## 各話リスト
- 第1話「食欲マイルカップ（GI）」
- 第2話「メッセージマイル（GI）」
- 第3話「寝起きオークス（GI）」
- 第4話「プロポーズダービー（GI）」

## 登場キャラクター[1]
実況　CV：奥畑幸典
解説　CV：大塚芳忠

## 放送局
| 放送地域   | 放送局                | 放送期間                | 放送日時           | 放送系列       | 備考 |
| ---------- | --------------------- | ----------------------- | ------------------ | -------------- | ---- |
| 近畿広域圏 | 朝日放送テレビ（ABC） | 2022年5月５日 - 5月26日 | 木曜 23:16 - 23:23 | テレビ朝日系列 |      |

## スタッフ
- 制作 - DLE